# Wahlkreis Catanzaro (Camera dei deputati)
Der Wahlkreis Catanzaro war von 1993 bis 2005 und ist seit 2017 wieder ein Wahlkreis (italienisch collegio elettorale) für die Wahl der Abgeordnetenkammer.

## Von 1993 bis 2005

### Wahlkreisgebiet
Der Wahlkreis umfasste 10 Gemeinden: Amaroni, Borgia, Caraffa di Catanzaro, Catanzaro, Girifalco, San Floro, Simeri Crichi, Soveria Simeri, Squillace und Staletti.

### Wahlergebnisse

#### Parlamentswahl 1994

##### Direktstimmen
| Kandidaten               | Kandidaten           | Parteien                                          | Stimmen | %    |
| ------------------------ | -------------------- | ------------------------------------------------- | ------- | ---- |
|                          | Elio Colosimogewählt | Polo del Buon Governo (FI – AN – CCD – UdC – PLD) | 28.223  | 39,0 |
|                          | Aldo Fiale           | Progressisti                                      | 23.875  | 33,0 |
|                          | Agazio Loiero        | Patto per l’Italia                                | 14.129  | 19,5 |
|                          | Rosario Chiriano     | Movimento Meridionale                             | 2.841   | 3,9  |
|                          | Felice Carpanzano    | Movimento Federalista Calabria Libera             | 1.904   | 2,6  |
|                          | Alessandro Jannelli  | Socialdemocrazia per le Libertà                   | 1.332   | 1,8  |
| Gesamt                   | Gesamt               | Gesamt                                            | 72.304  | 100  |
|                          |                      |                                                   |         |      |
| Ungültige Stimmen        | Ungültige Stimmen    | Ungültige Stimmen                                 | 9.422   | 11,5 |
| Wähler                   | Wähler               | Wähler                                            | 81.726  | 81,2 |
| Wahlberechtigte          | Wahlberechtigte      | Wahlberechtigte                                   | 100.662 |      |
|                          |                      |                                                   |         |      |
| Quelle: Innenministerium |                      |                                                   |         |      |

##### Listenstimmen
| Parteien                             | Parteien                                  | Parteien                                  | Stimmen | %    |
| ------------------------------------ | ----------------------------------------- | ----------------------------------------- | ------- | ---- |
|                                      | Polo del Buon Governo                     | Forza Italia                              | 14.972  | 20,8 |
| Alleanza Nazionale                   | Polo del Buon Governo                     | 14.624                                    | 20,4    |      |
| ↳ Gesamt                             | Polo del Buon Governo                     | 29.596                                    | 41,2    |      |
|                                      | Progressisti                              | Partito Democratico della Sinistra        | 14.489  | 20,2 |
| Partito della Rifondazione Comunista | Progressisti                              | 6.485                                     | 9,0     |      |
| Federazione dei Verdi                | Progressisti                              | 1.981                                     | 2,8     |      |
| Partito Socialista Italiano          | Progressisti                              | 1.603                                     | 2,2     |      |
| La Rete                              | Progressisti                              | 920                                       | 1,3     |      |
| Alleanza Democratica                 | Progressisti                              | 713                                       | 1,0     |      |
| ↳ Gesamt                             | Progressisti                              | 26.191                                    | 36,5    |      |
|                                      | Patto per l’Italia                        | Partito Popolare Italiano                 | 7.480   | 10,4 |
| Patto Segni                          | Patto per l’Italia                        | 5.172                                     | 7,2     |      |
| ↳ Gesamt                             | Patto per l’Italia                        | 12.652                                    | 17,6    |      |
|                                      | Socialdemocrazia per le Libertà           | Socialdemocrazia per le Libertà           | 1.432   | 2,0  |
|                                      | Movimento Meridionale                     | Movimento Meridionale                     | 654     | 0,9  |
|                                      | Unione Mediterranea                       | Unione Mediterranea                       | 598     | 0,8  |
|                                      | Movimento Cristiano Veritas               | Movimento Cristiano Veritas               | 360     | 0,5  |
|                                      | Liberal Democratici Europei               | Liberal Democratici Europei               | 158     | 0,2  |
|                                      | Idea Città                                | Idea Città                                | 122     | 0,2  |
|                                      | Movimento Liberaldemocratici e Socialisti | Movimento Liberaldemocratici e Socialisti | 75      | 0,1  |
| Gesamt                               | Gesamt                                    | Gesamt                                    | 71.838  | 100  |
|                                      |                                           |                                           |         |      |
| Ungültige Stimmen                    | Ungültige Stimmen                         | Ungültige Stimmen                         | 9.888   | 12,1 |
| Wähler                               | Wähler                                    | Wähler                                    | 81.726  | 81,2 |
| Wahlberechtigte                      | Wahlberechtigte                           | Wahlberechtigte                           | 100.662 |      |
|                                      |                                           |                                           |         |      |
| Quelle: Innenministerium             |                                           |                                           |         |      |

#### Parlamentswahl 1996

##### Direktstimmen
| Kandidaten               | Kandidaten           | Parteien            | Stimmen | %    |
| ------------------------ | -------------------- | ------------------- | ------- | ---- |
|                          | Massimo Maurogewählt | L’Ulivo             | 34.471  | 50,3 |
|                          | Elio Colosimo        | Polo per le Libertà | 30.974  | 45,2 |
|                          | Silvio Zaccone       | Fiamma Tricolore    | 3.148   | 4,6  |
| Gesamt                   | Gesamt               | Gesamt              | 68.593  | 100  |
|                          |                      |                     |         |      |
| Ungültige Stimmen        | Ungültige Stimmen    | Ungültige Stimmen   | 9.753   | 12,4 |
| Wähler                   | Wähler               | Wähler              | 78.346  | 76,5 |
| Wahlberechtigte          | Wahlberechtigte      | Wahlberechtigte     | 102.383 |      |
|                          |                      |                     |         |      |
| Quelle: Innenministerium |                      |                     |         |      |

##### Listenstimmen
| Parteien                                          | Parteien                             | Parteien                             | Stimmen | %    |
| ------------------------------------------------- | ------------------------------------ | ------------------------------------ | ------- | ---- |
|                                                   | Polo per le Libertà                  | Alleanza Nazionale                   | 20.144  | 28,8 |
| Forza Italia                                      | Polo per le Libertà                  | 12.437                               | 17,8    |      |
| CCD – CDU                                         | Polo per le Libertà                  | 6.244                                | 8,9     |      |
| ↳ Gesamt                                          | Polo per le Libertà                  | 38.825                               | 55,4    |      |
|                                                   | L’Ulivo                              | Partito Democratico della Sinistra   | 13.314  | 19,0 |
| Popolari per Prodi (PPI – SVP – PRI – UD – Prodi) | L’Ulivo                              | 4.275                                | 6,1     |      |
| Rinnovamento Italiano                             | L’Ulivo                              | 2.744                                | 3,9     |      |
| Federazione dei Verdi                             | L’Ulivo                              | 1.380                                | 2,0     |      |
| ↳ Gesamt                                          | L’Ulivo                              | 21.713                               | 31,0    |      |
|                                                   | Partito della Rifondazione Comunista | Partito della Rifondazione Comunista | 6.564   | 9,4  |
|                                                   | Lista Pannella – Sgarbi              | Lista Pannella – Sgarbi              | 1.107   | 1,6  |
|                                                   | Fiamma Tricolore                     | Fiamma Tricolore                     | 1.011   | 1,4  |
|                                                   | Partito Socialista                   | Partito Socialista                   | 673     | 1,0  |
|                                                   | Rinnovamento                         | Rinnovamento                         | 153     | 0,2  |
| Gesamt                                            | Gesamt                               | Gesamt                               | 70.046  | 100  |
|                                                   |                                      |                                      |         |      |
| Ungültige Stimmen                                 | Ungültige Stimmen                    | Ungültige Stimmen                    | 8.302   | 10,6 |
| Wähler                                            | Wähler                               | Wähler                               | 78.348  | 76,5 |
| Wahlberechtigte                                   | Wahlberechtigte                      | Wahlberechtigte                      | 102.383 |      |
|                                                   |                                      |                                      |         |      |
| Quelle: Innenministerium                          |                                      |                                      |         |      |

#### Parlamentswahl 2001

##### Direktstimmen
| Kandidaten               | Kandidaten             | Parteien           | Stimmen | %    |
| ------------------------ | ---------------------- | ------------------ | ------- | ---- |
|                          | Mario Tassonegewählt   | Casa delle Libertà | 30.755  | 45,0 |
|                          | Rosario Olivo          | L’Ulivo            | 26.737  | 39,2 |
|                          | Angelo Polimeni        | Lista Di Pietro    | 5.448   | 8,0  |
|                          | Lanfranco Calderazzo   | Democrazia Europea | 4.049   | 5,9  |
|                          | Vito Fortunato Destito | Lista Emma Bonino  | 1.285   | 1,9  |
| Gesamt                   | Gesamt                 | Gesamt             | 68.274  | 100  |
|                          |                        |                    |         |      |
| Ungültige Stimmen        | Ungültige Stimmen      | Ungültige Stimmen  | 13.681  | 16,7 |
| Wähler                   | Wähler                 | Wähler             | 81.955  | 78,9 |
| Wahlberechtigte          | Wahlberechtigte        | Wahlberechtigte    | 103.914 |      |
|                          |                        |                    |         |      |
| Quelle: Innenministerium |                        |                    |         |      |

##### Listenstimmen
| Parteien                       | Parteien                             | Parteien                               | Stimmen | %    |
| ------------------------------ | ------------------------------------ | -------------------------------------- | ------- | ---- |
|                                | Casa delle Libertà                   | Forza Italia                           | 15.388  | 22,9 |
| Alleanza Nazionale             | Casa delle Libertà                   | 12.952                                 | 19,3    |      |
| CCD – CDU                      | Casa delle Libertà                   | 2.985                                  | 4,4     |      |
| Nuovo PSI                      | Casa delle Libertà                   | 2.231                                  | 3,3     |      |
| ↳ Gesamt                       | Casa delle Libertà                   | 33.556                                 | 49,9    |      |
|                                | L’Ulivo                              | La Margherita (Dem – PPI – RI – Udeur) | 13.527  | 20,1 |
| Democratici di Sinistra        | L’Ulivo                              | 8.881                                  | 13,2    |      |
| Partito dei Comunisti Italiani | L’Ulivo                              | 1.030                                  | 1,5     |      |
| Il Girasole (FdV – SDI)        | L’Ulivo                              | 607                                    | 0,9     |      |
| ↳ Gesamt                       | L’Ulivo                              | 24.045                                 | 35,8    |      |
|                                | Partito della Rifondazione Comunista | Partito della Rifondazione Comunista   | 3.229   | 4,8  |
|                                | Lista Di Pietro                      | Lista Di Pietro                        | 2.303   | 3,4  |
|                                | Democrazia Europea                   | Democrazia Europea                     | 1.777   | 2,6  |
|                                | Lista Emma Bonino                    | Lista Emma Bonino                      | 1.336   | 2,0  |
|                                | Fiamma Tricolore                     | Fiamma Tricolore                       | 793     | 1,2  |
|                                | Paese Nuovo                          | Paese Nuovo                            | 118     | 0,2  |
|                                | Abolizione Scorporo                  | Abolizione Scorporo                    | 42      | 0,1  |
| Gesamt                         | Gesamt                               | Gesamt                                 | 67.199  | 100  |
|                                |                                      |                                        |         |      |
| Ungültige Stimmen              | Ungültige Stimmen                    | Ungültige Stimmen                      | 14.771  | 18,0 |
| Wähler                         | Wähler                               | Wähler                                 | 81.970  | 78,9 |
| Wahlberechtigte                | Wahlberechtigte                      | Wahlberechtigte                        | 103.914 |      |
|                                |                                      |                                        |         |      |
| Quelle: Innenministerium       |                                      |                                        |         |      |

## Von 2017 bis 2020

### Wahlkreisgebiet
Der Wahlkreis umfasste Gemeinden: 

### Wahlergebnisse

#### Parlamentswahl 2018
| Kandidaten               | Kandidaten                 | Stimmen | %    | Listen                                      | Stimmen | %    |
| ------------------------ | -------------------------- | ------- | ---- | ------------------------------------------- | ------- | ---- |
|                          | Giuseppe D’Ippolitogewählt | 52.756  | 45,5 | Movimento 5 Stelle                          | 52.756  | 45,5 |
|                          | Domenico Tallini           | 36.460  | 31,4 | Forza Italia                                | 22.314  | 19,2 |
| Lega                     | Domenico Tallini           | 36.460  | 31,4 | 7.262                                       | 6,3     |      |
| Fratelli d’Italia        | Domenico Tallini           | 36.460  | 31,4 | 5.350                                       | 4,6     |      |
| Noi con l’Italia – UDC   | Domenico Tallini           | 36.460  | 31,4 | 1.534                                       | 1,3     |      |
|                          | Antonio Viscomi            | 18.542  | 16,0 | Partito Democratico                         | 16.695  | 14,4 |
| +Europa                  | Antonio Viscomi            | 18.542  | 16,0 | 1.199                                       | 1,0     |      |
| Italia Europa Insieme    | Antonio Viscomi            | 18.542  | 16,0 | 368                                         | 0,3     |      |
| Civica Popolare          | Antonio Viscomi            | 18.542  | 16,0 | 280                                         | 0,2     |      |
|                          | Aldo Rosa                  | 2.508   | 2,2  | Liberi e Uguali                             | 2.508   | 2,2  |
|                          | Francesco Dattilo          | 1.571   | 1,4  | Potere al Popolo!                           | 1.571   | 1,4  |
|                          | Massimo Cristiano          | 1.519   | 1,3  | CasaPound Italia                            | 1.519   | 1,3  |
|                          | Raffaele Iiritano          | 895     | 0,8  | Italia agli Italiani (FT – FN)              | 895     | 0,8  |
|                          | Maria Grazia Folino        | 701     | 0,6  | Il Popolo della Famiglia                    | 701     | 0,6  |
|                          | Adrian Pileggi             | 457     | 0,4  | Partito Comunista                           | 457     | 0,4  |
|                          | Giuseppe Aversa            | 274     | 0,2  | Partito Valore Umano                        | 274     | 0,2  |
|                          | Francesca Aroma            | 163     | 0,1  | Per una Sinistra Rivoluzionaria (SCR – PCL) | 163     | 0,1  |
|                          | Maurizio Corasaniti        | 99      | 0,1  | Lista del Popolo per la Costituzione        | 99      | 0,1  |
| Gesamt                   | Gesamt                     | 115.945 | 100  |                                             | 115.945 | 100  |
|                          |                            |         |      |                                             |         |      |
| Ungültige Stimmen        | Ungültige Stimmen          | 4.874   | 4,0  |                                             |         |      |
| Wähler                   | Wähler                     | 120.819 | 64,4 |                                             |         |      |
| Wahlberechtigte          | Wahlberechtigte            | 187.577 |      |                                             |         |      |
|                          |                            |         |      |                                             |         |      |
| Quelle: Innenministerium |                            |         |      |                                             |         |      |

## Seit 2020

### Wahlkreisgebiet
| Wahlkreise – Camera dei deputati – Kalabrien | Wahlkreise – Camera dei deputati – Kalabrien     | Wahlkreise – Camera dei deputati – Kalabrien                |
| Provinz                                      | Provinz                                          | Gemeinden nach Provinzen ⮞ Wahlkreis                        |
| -------------------------------------------- | ------------------------------------------------ | ----------------------------------------------------------- |
|                                              | Metropolitanstadt Reggio Calabria (97 Gemeinden) | 71 ⮞ Wahlkreis Reggio Calabria 26 ⮞ Wahlkreis Vibo Valentia |
|                                              | Provinz Catanzaro (80 Gemeinden)                 | alle ⮞ Wahlkreis Catanzaro                                  |
|                                              | Provinz Cosenza (150 Gemeinden)                  | 98 ⮞ Wahlkreis Cosenza 52 ⮞ Wahlkreis Corigliano-Rossano    |
|                                              | Provinz Crotone (27 Gemeinden)                   | alle ⮞ Wahlkreis Corigliano-Rossano                         |
|                                              | Provinz Vibo Valentia (50 Gemeinden)             | alle ⮞ Wahlkreis Vibo Valentia                              |

Der Wahlkreis umfasst alle 80 Gemeinden der Provinz Catanzaro.

### Wahlergebnisse

#### Parlamentswahl 2022
| Kandidaten                          | Kandidaten           | Stimmen | %    | Listen                                                  | Stimmen | %    |
| ----------------------------------- | -------------------- | ------- | ---- | ------------------------------------------------------- | ------- | ---- |
|                                     | Wanda Ferrogewählt   | 53.936  | 39,1 | Fratelli d’Italia                                       | 30.313  | 22,0 |
| Forza Italia                        | Wanda Ferrogewählt   | 53.936  | 39,1 | 14.439                                                  | 10,5    |      |
| Lega per Salvini Premier            | Wanda Ferrogewählt   | 53.936  | 39,1 | 8.339                                                   | 6,0     |      |
| Noi Moderati                        | Wanda Ferrogewählt   | 53.936  | 39,1 | 845                                                     | 0,6     |      |
|                                     | Elisa Scutellà       | 39.195  | 28,4 | Movimento 5 Stelle                                      | 39.195  | 28,4 |
|                                     | Giuseppina Iemma     | 28.219  | 20,5 | Partito Democratico – Italia Democratica e Progressista | 22.857  | 16,6 |
| Alleanza Verdi e Sinistra           | Giuseppina Iemma     | 28.219  | 20,5 | 2.515                                                   | 1,8     |      |
| +Europa                             | Giuseppina Iemma     | 28.219  | 20,5 | 1.536                                                   | 1,1     |      |
| Impegno Civico – Centro Democratico | Giuseppina Iemma     | 28.219  | 20,5 | 1.311                                                   | 1,0     |      |
|                                     | Francesco Mauro      | 6.286   | 4,6  | Azione – Italia Viva                                    | 6.286   | 4,6  |
|                                     | Pietro Bevilacqua    | 3.073   | 2,2  | Unione Popolare                                         | 3.073   | 2,2  |
|                                     | Giuseppe Gigliotti   | 2.631   | 1,9  | Italexit per l’Italia                                   | 2.631   | 1,9  |
|                                     | Bianca Laura Granato | 1.703   | 1,2  | Italia Sovrana e Popolare                               | 1.703   | 1,2  |
|                                     | Barbara Spataro      | 841     | 0,6  | Partito Comunista Italiano                              | 841     | 0,6  |
|                                     | Antonio Talarico     | 536     | 0,4  | Partito Animalista – UCDL – 10 Volte Meglio             | 536     | 0,4  |
|                                     | Ilaria Faragò        | 508     | 0,4  | Sud chiama Nord                                         | 508     | 0,4  |
|                                     | Natalina Latorre     | 395     | 0,3  | Alternativa per l’Italia (PdF – Exit)                   | 395     | 0,3  |
|                                     | Adele Lamonica       | 251     | 0,2  | Vita                                                    | 251     | 0,2  |
|                                     | Caterina Vesci       | 183     | 0,1  | Noi di Centro – Europeisti                              | 183     | 0,1  |
|                                     | Laura Careri         | 91      | 0,1  | Forza del Popolo                                        | 91      | 0,1  |
| Gesamt                              | Gesamt               | 137.848 | 100  |                                                         | 137.848 | 100  |
|                                     |                      |         |      |                                                         |         |      |
| Ungültige Stimmen                   | Ungültige Stimmen    | 6.856   | 4,7  |                                                         |         |      |
| Wähler                              | Wähler               | 144.704 | 51,8 |                                                         |         |      |
| Wahlberechtigte                     | Wahlberechtigte      | 279.187 |      |                                                         |         |      |
|                                     |                      |         |      |                                                         |         |      |
| Quelle: Innenministerium            |                      |         |      |                                                         |         |      |